# Dietes butcheriana
Dietes butcheriana là một loài thực vật có hoa trong họ Diên vĩ. Loài này được Gerstner miêu tả khoa học đầu tiên năm 1943.